# Пемпово (гмина)
Пемпово (пол. Pępowo) — сельская гмина (волость) в Польше, входит как административная единица в Гостыньский повет, Великопольское воеводство. Население — 5985 человек (на 2004 год).

## Соседние гмины
1. Гмина Ютросин
2. Гмина Кобылин
3. Гмина Кробя
4. Гмина Мейска-Гурка
5. Гмина Пяски
6. Гмина Погожеля